# EBBS
ebbs（イービービーエス）は、レンタル掲示板である。

## 概要
日本のモバイル向け掲示板サービスである。カテゴリは一般とアダルトで10のカテゴリが存在する。無料で利用できる。レンタルした掲示板のヘッダーとフッターに表示される広告収入を主としている。2011年4月時点で月間4.7億PV（公称）。

## 沿革
- 2008年7月 - サービス開始。

## 主な機能
- 1つのアカウントで50個の掲示板が作成できる。
- スレッドは無制限に作成が可能である。
- 掲示板・スレッドそれぞれにパスワード認証の設定、アップロードした動画やYouTubeの動画を貼り付けできる。
- 通常の掲示板サービス以外にフリーページ（通常のホームページスペース）を40ページ作成できる。
- 掲示板のヘッダやフッタ、スレッド間にもフリースペースを設定できる。
- 広告の掲載は自由となっている。